# Pont de l’Abîme
Die Pont de l’Abîme (Brücke über den Abgrund) ist eine Straßenbrücke zwischen den Orten Gruffy und Cusy im französischen Département Haute-Savoie in der Region Auvergne-Rhône-Alpes.
Die einspurige Hängebrücke führt die Départementsstraße D 31 in einer Höhe von 96 m über die Schlucht des Chéran und erspart den Reisenden einen Umweg von rund 8 km über die nächste Brücke weiter flussaufwärts.
Sie wurde 1887 von Ferdinand Arnodin mit seinem in Châteauneuf-sur-Loire ansässigen Stahlbauunternehmen nach seinem eigenen System gebaut: der Fahrbahnträger aus einer stählernen Fachwerkkonstruktion wird in seinem ersten und letzten Viertel wie bei einer Schrägseilbrücke von schrägen Seilen getragen, die von den Pylonköpfen direkt zu dem Fahrbahnträger gespannt sind. Nur seine beiden mittleren Viertel sind wie bei einer Hängebrücke durch senkrechte Hänger mit den beiden zwischen den Pylonen hängenden Tragkabeln verbunden. Am 11. Februar 1888 wurde die Brücke provisorisch abgenommen und eröffnet, drei Jahre später, am 25. März 1891 erfolgte die Schlussabnahme.